# Cobunus bonthainensis
Cobunus bonthainensis là một loài tò vò trong họ Ichneumonidae.